# Stärkning

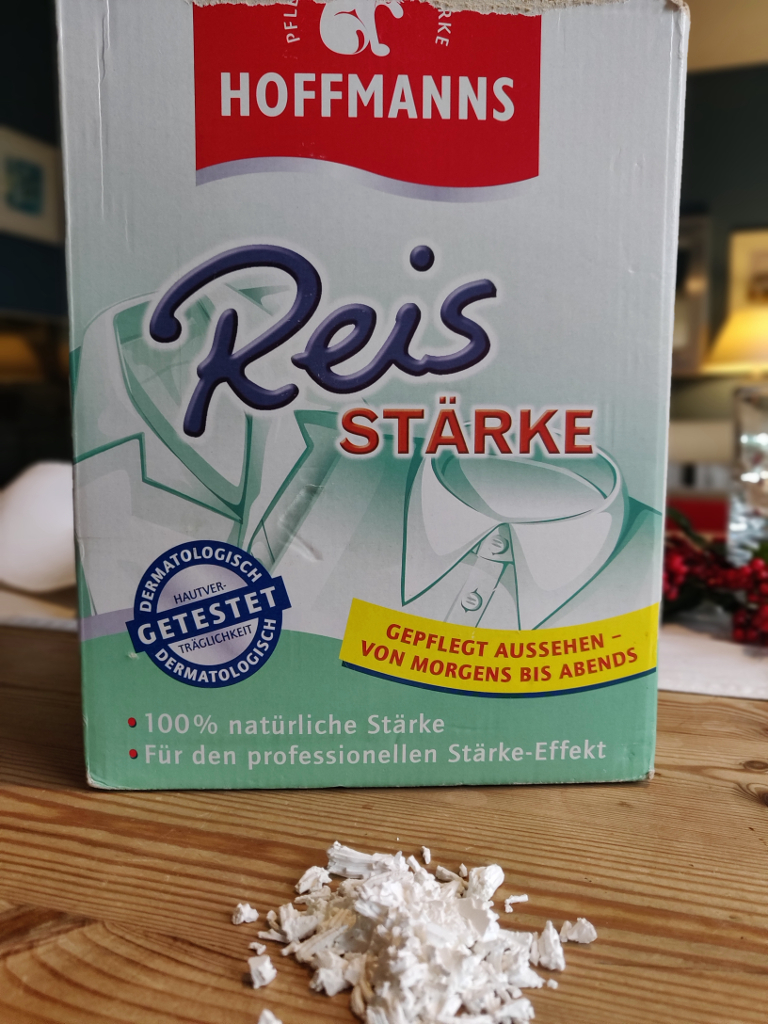
Risstärkelse för strykning.

Stärkning, behandling av textilier med stärkelse, i samband med mangling och strykning.
Linnevaror som behöver stärkas kan sköljas i ett sista sköljvatten bestående av vatten, potatismjöl, tvål och stearin.[källa behövs]

## Textilier som brukar stärkas
- Frackskjortans manschetter, bröststycke och krage ska stärkas. Förr om åren brukade dessa delar av alla skjortor vara separata - se stärksaker
- Kragen på folkdräktskjortor och särkar.
- Spets och stycke på bindmössa. (En äldre huvudbonad som ingår i många folkdräkter för kvinnor.)
- Trådgardiner (glesvävda gardiner)
- Vissa tyger som används vid bokbinderi, tillverkning av förvaringskartonger, presentaskar, skrin o d kan stärkas för att hindra limgenomträngning, när tyget limmas vid tillverkningen